# Peyssonneliaceae
Famille
Les Peyssonneliaceae sont une famille d’algues rouges de l’ordre des Peyssonneliales, dans la classe des Florideophyceae. 

## Liste des genres
Selon AlgaeBase (3 août 2017) :
- genre Chevaliericrusta Denizot
- genre Cruoriella P.Crouan & H.Crouan
- genre Cruoriopsis Dufour
- genre Incendia K.R.Dixon
- genre Metapeyssonnelia Boudouresque, Coppejans & Marcot
- genre Peyssonnelia Decaisne
- genre Polystrata Heydrich
- genre Pulvinia Hollenberg
- genre Ramicrusta D.R.Zhang & J.H.Zhou
- genre Riquetophycus Denizot
- genre Sonderopelta Womersley & Sinkora
- genre Sonderophycus Denizot
- genre Squamaria Zanardini

Selon Paleobiology Database (3 août 2017) :
- genre Ethelia
- genre Peyssonnelia
- genre Polystrata

Selon World Register of Marine Species (3 août 2017) :
- genre Chevaliericrusta Denizot, 1968
- genre Cruoriella P.L.Crouan & H.M.Crouan, 1859
- genre Gymnosorus Trevisan, 1848
- genre Incendia K.R.Dixon, 2013
- genre Metapeyssonnelia Boudouresque, Coppejans & Marcot, 1976
- genre Nardoa Zanardini, 1844
- genre Peyssonnelia Decaisne, 1841
- genre Polystrata Heydrich, 1905
- genre Pulvinia Hollenberg, 1970
- genre Ramicrusta D.R.Zhang & J.H.Zhou, 1981
- genre Riquetophycus Denizot, 1968
- genre Sonderophycus Denizot, 1968

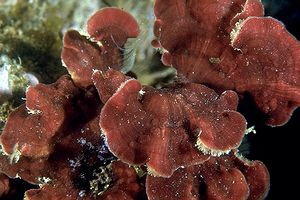
Peyssonnelia squamaria
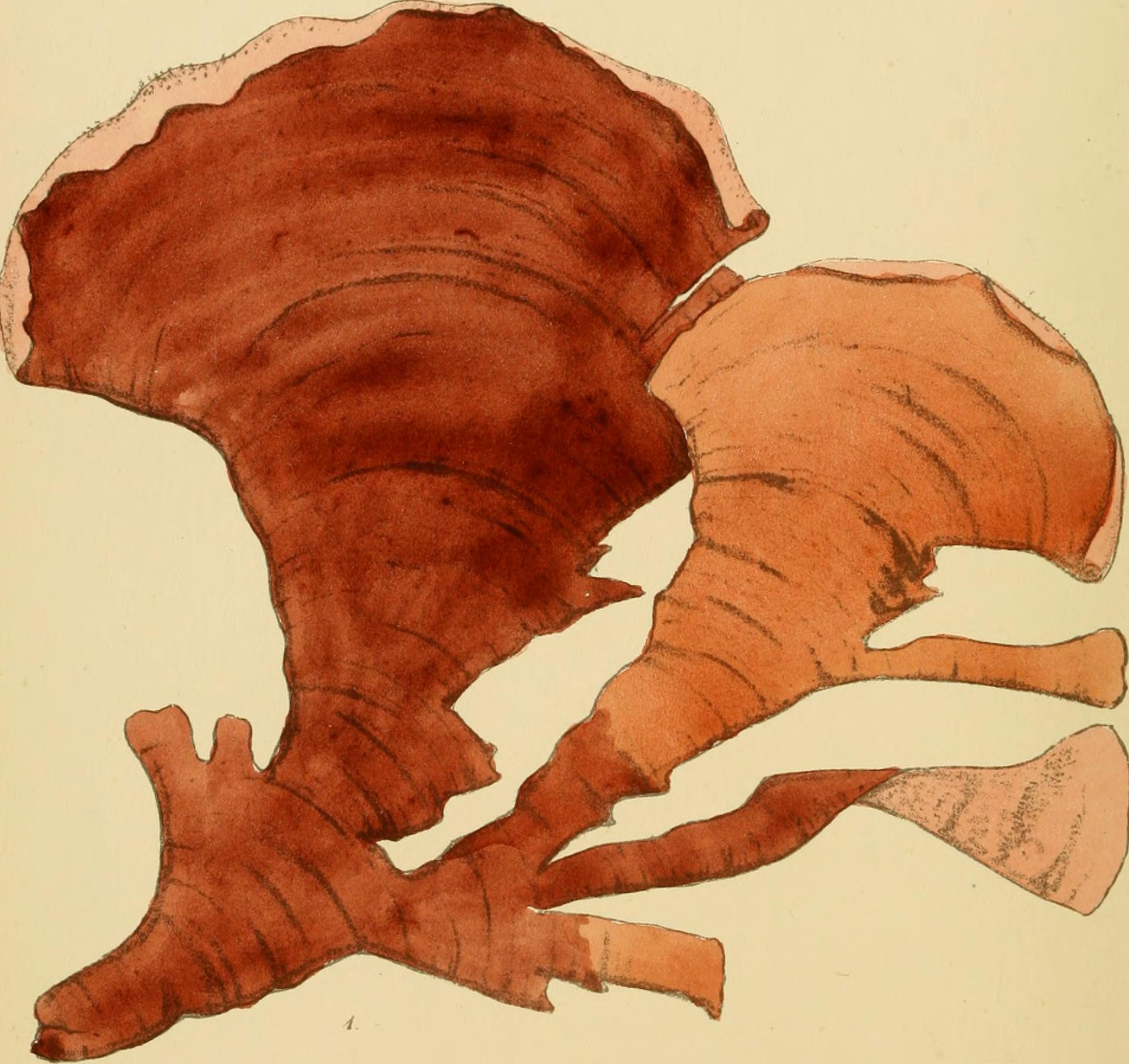
Sonderophycus capensis
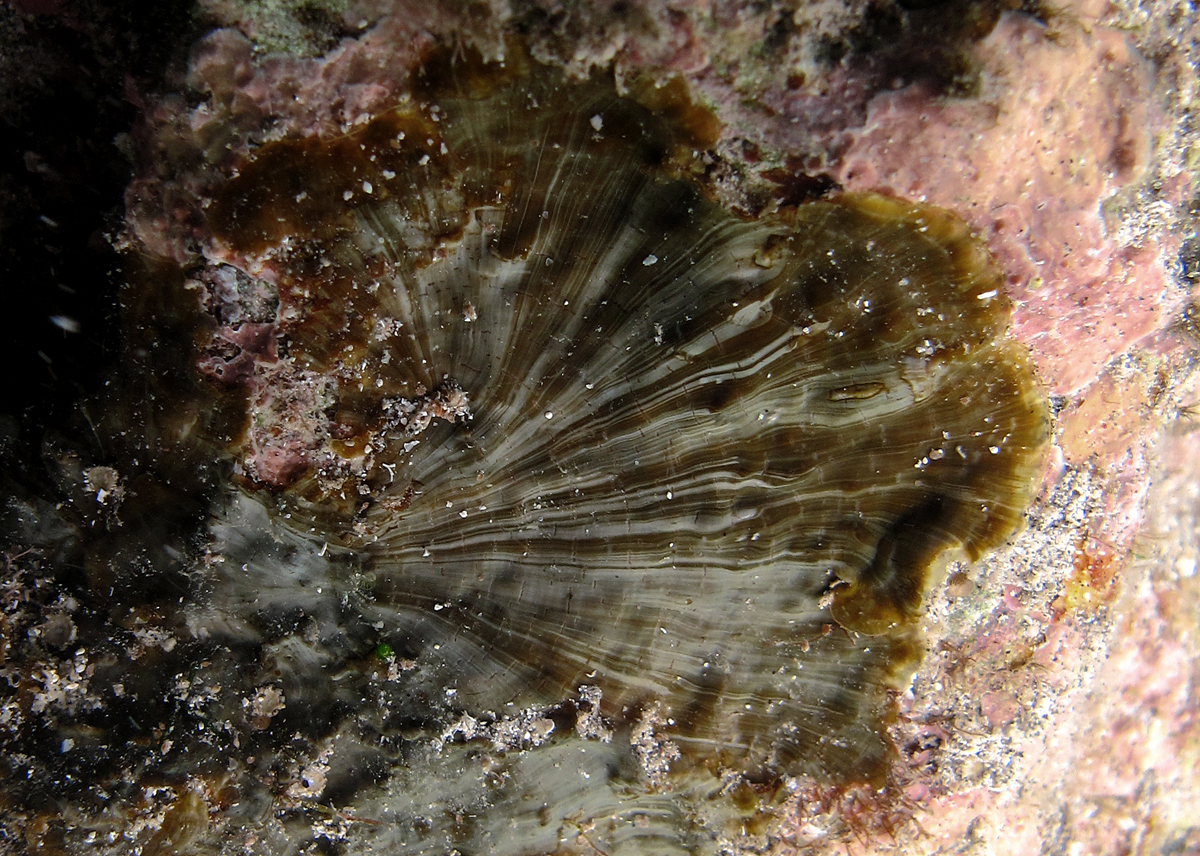
Peyssonnelia sp.
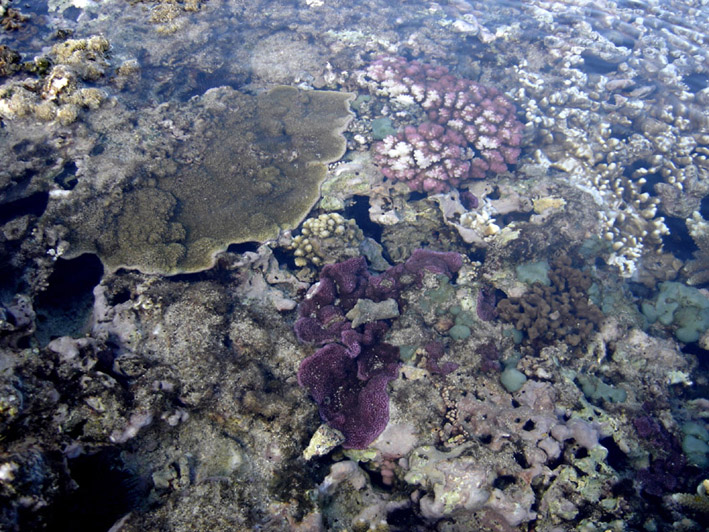
Récif de corail colonisé par Peyssonnelia sp.